# Кунцева дача
55°43′28″ пн. ш. 37°29′07″ сх. д. / 55.72433611° пн. ш. 37.48534444° сх. д.
«Кунцева дача» (рос. Кунцевская дача, трансліт. Kuntsevskaya Dacha) була особистою резиденцією Йосипа Сталіна поблизу колишнього міста Кунцево (тоді Москвовська область, яка нині є частиною району Філі Москва), де він прожив останні два десятиліття свого життя і помер 5 березня 1953 року, хоча також провів багато часу у Кремлі, де він мав житлові приміщення поряд зі своїми кабінетами. Дача розташована в лісі неподалік від сучасного Парк Перемоги.
Її також називають «ближньою дачою» (рос. Ближняя дача, трансліт. Blizhnyaya Dacha), збудовано у 1933–34 роках за проектами Мирона Мержанова. У 1943 році до початкової будівлі був надбудований один поверх. Сталін жив у Кунцево під час Другої світової війни. Саме там він приймав таких високих гостей, як Вінстон Черчилль і Мао Цзедун.

## Опис
Дача розташована в самому серці густого березового лісу; його оборона включала паркан з подвійним периметром, замасковані 30-міліметрові зенітні гармати та охорону з трьох сотень НКВД (після 1946 р. МДБ) спецназу. .
При вході на дачу був вестибюль з двома гардеробами; ліворуч відкривалися двері в особистий кабінет Сталіна, де він проводив більшу частину дня. Прямо попереду відкривалися двері до великої їдальні, а праворуч був довгий вузький коридор.
У прямокутній їдальні домінував довгий полірований стіл і вкритий рожевими килимами. Його прикрашали зображення Володимир Ленін і письменник Максим Горький. Саме в цій кімнаті Сталін приймав Радянського Політбюро на зустрічі та вечірні вечері, де часто приймалися важливі рішення. «Майже невидимі» двері, розміщені на стіні з одного боку їдальні, вели до спальні Сталіна та до кухні.
З лівого боку дачі був особистий кабінет Сталіна (де він проводив більшу частину дня, коли був у Кунцево) з його великим письмовим столом часів війни, радіоприймачем, подарованим Вінстоном Черчиллем (коли він вперше відвідав Москву в серпні 1942 року) і диван; Сталін вважав за краще спати на цій кушетці, а не в своїй спальні. Ванна була розташована поруч з кабінетом Сталіна.
З правого боку довгий вузький коридор вів спочатку до двох спалень (здебільшого використовуваних для розміщення випадкових гостей), а згодом до великої відкритої веранди. На цій веранді Сталін проводив багато часу; взимку він сидів там у кріслі, незважаючи на сильний холод, у теплій дублянці та хутряній шапці. Любив також читати книжки та репортажі та годувати птахів, перебуваючи на веранді.
Радянський лідер рідко виходив з кабінету, не кажучи вже про відвідування другого поверху (хоча ліфт був встановлений за його наказом). Спочатку на цьому поверсі була його донька Світлана, але вона залишалася там лише кілька днів на рік. У результаті кімнати залишалися темними та порожніми більшу частину часу.
Після смерті Сталіна Інститут Маркса–Енгельса–Леніна–Сталіна створив комісію для організації музею Сталіна в Кунцево. Микита Хрущов від цієї ідеї відмовився, і дача простояла без людей.

## Бункер
Майже у всіх публікаціях про «ближню дачу» згадується про бункер-бомбопритулок, розташований під нею. Його наявність опосередковано підтверджується достовірними відомостями про те, що Сталін жив на «ближній» у роки війни, коли місто бомбардувала німецька авіація.
У 2008 році бункер під ближньою дачею був показаний у програмі «Шукачі: сім бункерів Сталіна»; повідомлялося, що бункер знаходиться на глибині 20 метрів, за конструкцією схожий на бункер Сталіна в Самарі, але менше за розмірами. Зустрічаються нічим не підтверджені твердження про станцію Метро-2 під дачею і про автомобільний тунель від Кремля до Кунцева.